# Samuel Maclay
Samuel Maclay (Lurgan Township, 1741. június 17. – Buffalo Township, 1811. október 5.) az Amerikai Egyesült Államok szenátora (Pennsylvania, 1803–1809).